# Формула-3 — Чемпіонат 2022
Сезон FIA Формули-3 2022 року — четвертий сезон чемпіонату FIA Формули-3, що проводився під егідою FIA.  
Сезон складався з 9 етапів (27 гонок) і стартував 19 березня на трасі Сахір у Бахрейні, завершившись 11 вересня на трасі Монца в Італії.  
Чемпіоном став  Віктор Мартінс, що виступав за  ART Grand Prix.  
У командному заліку втретє перемогу здобула  Prema Racing.  